# NGC 7448
NGC 7448 (другие обозначения — PGC 70213, UGC 12294, IRAS22575+1542, MCG 3-58-18, Arp 13, ZWG 453.42, KUG 2257+157) — спиральная галактика в созвездии Пегаса.
Этот объект входит в число перечисленных в оригинальной редакции «Нового общего каталога», а также включён в атлас пекулярных галактик.
В 1980 году в галактике обнаружена вспышка сверхновой, позднее получившей обозначение SN1980L. Сверхновая на момент открытия 8 октября 1980 года имела блеск 13,5m, ко 2 декабря он уменьшился до 17,5m. Она находилась в 27" к западу и в 4" к северу от ядра галактики
В галактике вспыхнула сверхновая SN 1997dt типа Ia, её пиковая видимая звездная величина составила 15,3.